# Tuti Faal
Tuti Faal, aussi connue sous le nom de Tuti Faal Jammeh est née vers 1953 à Kembujeh. Ancienne Première dame de Gambie, elle a été la première épouse du président Yahya Jammeh. Elle a été la Première dame de la république de la Gambie de 1994 à 1998, date de leur divorce.

## Biographie

### Origines, formation et débuts
La famille de Tuti Faal est originaire de Mauritanie. En septembre 1994, Yahya Jammeh épouse Tuti Faal, peu de temps après avoir réussi son coup d'État,. Le couple n'a pas eu d'enfant. Durant le processus de la quête d'un enfant, le président Jammeh a envoyé Tuti Faal en Arabie saoudite en 1997 pour des examens gynécologiques. En décembre 1997, alors qu'elle était encore à l'étranger pour un traitement médical, Jammeh a épousé sa seconde femme Zeinab Jammeh et a divorcé de Tuti Faal,.
Après le divorce, elle a quitté le palais présidentiel et est retournée dans son village natal de Kembujeh. Par la suite, elle a séjourné deux ans en Mauritanie avant de revenir en Gambie début 2006. Selon la presse gambienne, le président Jammeh lui a fait construire une maison et a gardé de bonnes relations avec elle. En 2015, elle demande l'asile politique aux États-Unis et s'est installée à Seattle, dans l'État de Washington.

### Parcours
Elle a travaillé pour la société gambienne de télécommunications, Gambia Telecommunications Company (GAMTEL).
En 1995, à la Conférence mondiale des Nations unies sur les femmes à Pékin, Tuti Faal aborde la situation des femmes en Gambie.
En octobre 1997, elle a accompagné son mari lors d'un voyage officiel aux États-Unis.